# 라우에르츠
라우에르츠(독일어: Lauerz)는 스위스 슈비츠주의 슈비츠구에 있는 마을이자 시정촌이다. 그것은 라우에르츠 호수(라우에르처제)에 인접해 있다.

## 역사
라우에르츠는 1306년 로베르츠(Lowertz)로 처음 언급되었다.
1806년 9월, 마을은 골다우 산사태에 이어 발생한 쓰나미로 인해 심각한 피해를 입었고 라우에르츠에서만 115명이 사망했다.

## 지리
라우에르츠 마을은 라우에르츠 호수(라우에르처제)의 남쪽 기슭에 위치하고 있다. 시정촌은 라우에르츠 마을과 리기산의 북쪽 경사면과 호수 사이에 흩어져있는 여러 농가로 구성된다. 호수의 일부는 슈바나우섬과 로겐부르크섬의 두 섬과 함께 지자체 내에 있다.
라우에르츠 시정촌의 면적은 2006년 기준으로 9.2k㎡이다. 이 지역 중 44.7%가 농업용으로 사용되고 35.7%가 산림이다. 나머지 토지 중 4.1%는 정착지(건물 또는 도로)이고 나머지(15.5%)는 불모지(강, 빙하 또는 산)이다.

## 인구 통계
라우에르츠의 인구(2020년 12월 31일 기준)는 1,136명이다. 2007년 기준으로 전체 인구의 6.7%가 외국인이다. 지난 10년 동안 인구는 15.2%의 비율로 증가했다. 2000년을 기준으로 인구 대부분은 독일어(97.1%)를 사용하며, 영어가 두 번째로 많이 사용(0.9%), 알바니아어가 세 번째(0.8%)로 사용된다.
2000년 기준으로 인구의 성별 분포는 남성 51.5%, 여성 48.5%였다. 2008 년 현재 라우에르츠의 연령 분포는 다음과 같다. 266명(인구의 30.4%)은 0~19세이다. 255명(29.2%)은 20~39세, 261명(29.9%)은 40~64세이다. 고령자 분포는 60명(6.9%)이 65~74세이다. 70~79세는 20명(2.3%), 80세 이상은 12명(1.37%)이다.
2000년 현재 306가구가 있으며, 그중 70가구(약 22.9%)가 1인 가구이다. 35%(약 11.4%)는 5인 이상의 대가족이다.
2007년 선거에서 가장 인기 있는 정당은 52%의 득표율을 기록한 SVP였다. 다음으로 가장 인기 있는 세 정당은 CVP (22.7%), FDP (13.5%), SPS (10.4%)였다.
전체 스위스 인구는 일반적으로 교육 수준이 높다. 라우에르츠에서는 인구의 약 64%(25-64세)가 필수가 아닌 고등 교육 또는 추가 고등 교육(대학 또는 응용학문대학)을 완료했다.
라우에르츠의 실업률은 0.76%이다. 2005년 기준으로 1차 경제 부문에 73명이 고용되어 있고, 이 부문에 약 29개 기업이 참여하고 있다. 55명이 2차 부문에 고용되어, 있고 이 부문에 10개의 기업이 있다. 83명이 3차 부문에 고용되어 있으며, 이 부문에는 19개의 기업이 있다.
2000년 인구 조사에 따르면 731명(83.6%)이 로마 가톨릭 신자이고 71%(8.1%)가 스위스 개혁 교회에 속해 있다. 이슬람교 인은 7명(인구의 약 0.80%)이다. 49명(인구의 약 5.61%)이 교회에 속하지 않고 불가지론자 또는 무신론자이며, 16명(인구의 약 1.83%)이 질문에 대답하지 않았다.
역사적 인구는 다음 표에 나와 있다.
| 년도 | 인구  |
| ---- | ----- |
| 1850 | 474   |
| 1900 | 436   |
| 1950 | 549   |
| 1985 | 651   |
| 2000 | 867   |
| 2005 | 943   |
| 2007 | 1,000 |